# Luri
Luri (ili Lurci) su iranski narod koji naseljava jugozapad Iranske visoravni, uglavnom Luristan, Huzestan i Ilamsku pokrajinu u Iranu.
Govore lurskim jezikom koji se klasificira pod zapadnoiranske jezike, a temelji se na staroperzijskom odnosno srednjoperzijskom jeziku.
Osim Irana, Luri također naseljavaju Irak i Kuvajt. Po vjeroispovijesti su prvenstveno šijiti, a postoje i manji broj sljedbenika jarsana.

## Vanjske poveznice
Ostali projekti
|  | Zajednički poslužitelj ima još gradiva o temi Luri |